# Agnès Maltais

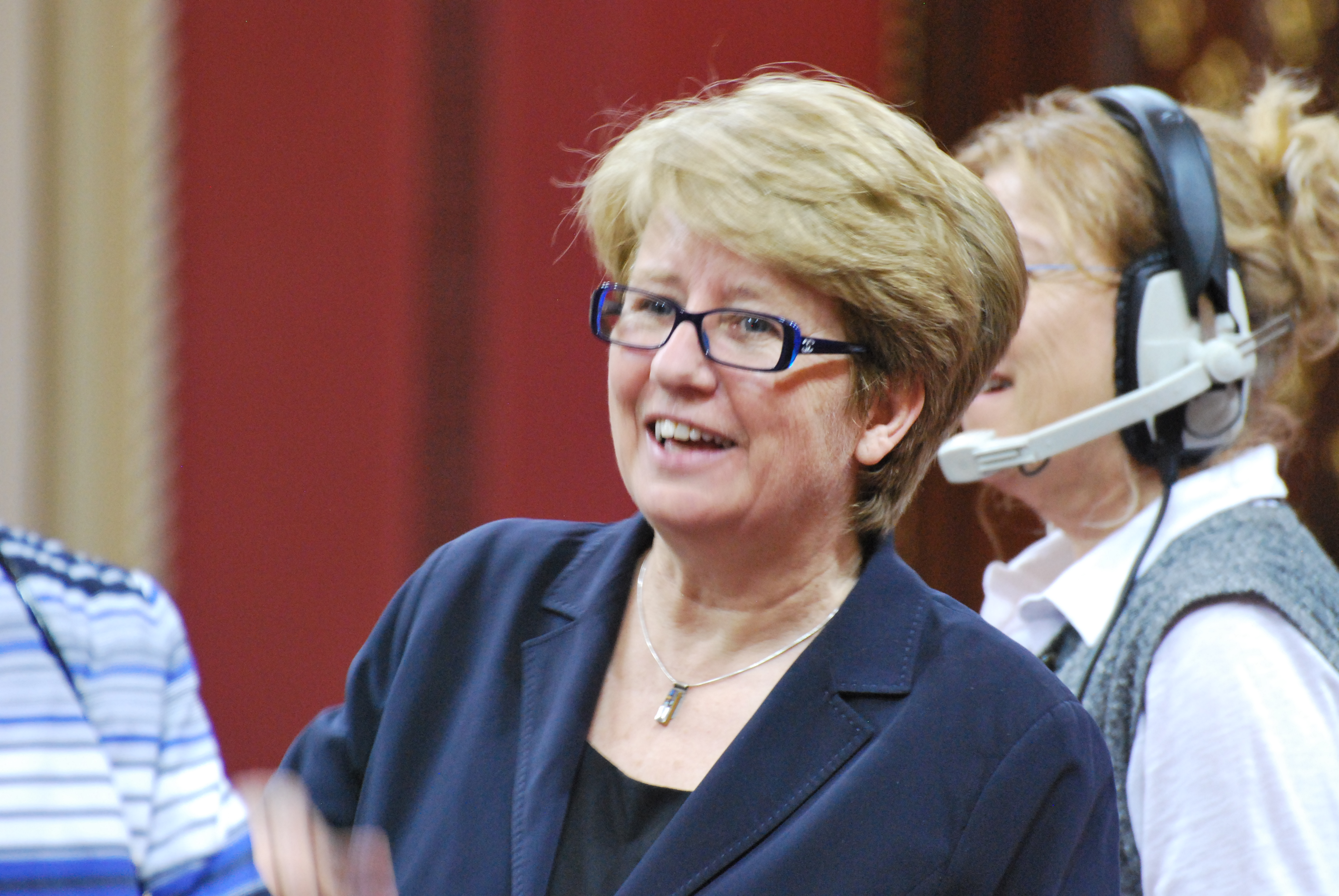
Agnès Maltais, 2013

Agnès Maltais (* 7. November 1956 in Sault-au-Mouton (Côte-Nord)) ist eine kanadische Politikerin. Sie war Abgeordnete der Nationalversammlung von Québec für den Wahlkreis Taschereau in der Region Québec City. Sie vertrat die Parti Québécois.

## Politische Karriere
Maltais war hauptsächlich im Theaterbereich tätig. Sie war Entwicklungsbeauftragte für Video-Femmes, Leiterin des Periscope und des La Bordée Theaters, Mitglied des Conseil québécois de théâtre. Nach Abschluss ihres Studiums 1976 am Cégep de Sainte-Foy, engagierte sie sich als politische Aktivistin. Sie war Sprecherin des YES-Komitees beim Referendum von 1995 und war an der Organisation von Konzerten und Aufführungen am kanadischen Nationalfest (Fête Nationale) in den Jahren 1991 und 1995 beteiligt.
Maltais wurde 1998 erstmals in Taschereau gewählt. Sie war von 1998 bis 2001 Ministerin für Kultur und Kommunikation. Danach wurde sie zur Delegierten Ministerin für Gesundheit, Soziales und Jugendschutz und zur Delegierten Ministerin für Beschäftigung ernannt. Nach ihrer Wiederwahl im Jahr 2003 war sie Vorsitzende der Oppositionsfraktion. Nach neun Jahren in der Opposition bildete die PQ nach den Wahlen 2012 eine knappe Minderheitsregierung. Maltais trat als Ministerin für Arbeit, Beschäftigung und soziale Solidarität sowie als Ministerin für die Stellung der Frau ins Kabinett ein. In diesem Ressort leitete sie umstrittene Änderungen am Sozialhilfesystem in Québec ein, die die PQ-Regierung in Konflikt mit einigen Armutsbekämpfungsgruppen brachten. Maltais kritisierte auch die von der konservativen Bundesregierung in Ottawa angekündigten Änderungen am Sozialhilfesystem.
Maltais, die dem linken Flügel des Parti Quebecois zugeordnet wird, wurde bereits sechsmal im innerstädtischen Wahlkreis Taschereau in Quebec City gewählt. Während der Wahlbezirk früher ein sicherer Sitz für die PQ war, ist er in den letzten Jahren unsicher geworden, da die Partei in der Hauptstadtregion immer weniger konkurrenzfähig ist. Im Jahr 2014 konnte Maltais den Wahlkreis nur mit 400 Stimmen Vorsprung vor ihrem liberalen Herausforderer halten, Taschereau war damit der einzige Sitz des PQ in der Region. Sie trat 2018 nicht zur Wiederwahl an. 2019 wurde sie als Präsidentin der Fondation SABSA gewählt.
2003 outete sich Agnès Maltais vor einem Publikum an der Laval-Universität als lesbisch. Im Jahr 2006 nahm sie an der Internationalen Konferenz über LGBT-Menschenrechte teil.